# Sirindhorn di Thailandia
Sirindhorn di Thailandia (in lingua thai: มหาจักรีสิรินธร, trascrizione IPA: maˈhaː ʨakˈkriː.sirinˈtʰɔːn; per esteso: Sirindhorn Debaratanasuda Kitivadhanadulsobhak, สิรินธรเทพรัตนสุดา กิติวัฒนาดุลโสภาคย์) (Bangkok, 2 aprile 1955) è una principessa thailandese.

## Biografia
È la seconda figlia del re Bhumibol Adulyadej e della regina consorte Sirikit, e sorella dell'attuale sovrano Vajiralongkorn. È chiamata anche Maha Chakri Sirindhorn, abbreviazione del suo nome cerimoniale, che per esteso è Somdet Phra Theppharatratsuda Chao Fa Maha Chakri Sirindhorn Ratthasimakhunakonpiyachat Sayamborommaratchakumari (สมเด็จพระเทพรัตนราชสุดา เจ้าฟ้ามหาจักรีสิรินธร รัฐสีมาคุณากรปิยชาติ สยามบรมราชกุมารี), o Principessa Sirindhorn Debarattanasuda Kitivadhanadullasobhakara (lingua thai:สมเด็จพระเจ้าลูกเธอ เจ้าฟ้าสิรินธรเทพรัตนสุดา กิติวัฒนาดุลโสภาคย์, per esteso: Somdet Phra Chao Luk Ter Chao Fa Sirinthon Thepparatsuda Kitiwattanadunlasophak) che le è stato conferito il 5 dicembre 1977. I thailandesi la chiamano anche con l'appellativo Phra Thep (principessa angelo), abbreviazione del nome cerimoniale.
La Costituzione nazionale fu modificata nel 1974 per permettere anche alle donne la successione al trono, e la principessa Sirinhorn è quindi diventata una potenziale sovrana. Dopo che la sorella maggiore Ubol Ratana ha sposato un comune cittadino straniero, perdendo molte delle prerogative reali, Sirindhorn è diventata la figlia maggiore tra quelle ad aver mantenuto tali prerogative ed il suo rango è quello di principessa reale, equivalente a quello che aveva il fratello minore Vajiralongkorn quand'era erede al trono di Thailandia.

Sirindhorn

## Ascendenza
|                                                 |                                                   |                                  | Genitori                                           |  |  | Nonni |  |  | Bisnonni                 |  |  | Trisnonni           |  |
|                                                 |                                                   |                                  |                                                    |  |  |       |  |  | Chulalongkorn (Rama V) * |  |  | Mongkut (Rama IV) * |  |
|                                                 |                                                   |                                  |                                                    |  |  |       |  |  | Chulalongkorn (Rama V) * |  |  | Mongkut (Rama IV) * |  |
|                                                 |                                                   | Debsirindra                      |                                                    |  |  |       |  |  | Chulalongkorn (Rama V) * |  |  |                     |  |
| Mahidol Adulyadej, Principe di Songkhla         |                                                   |                                  |                                                    |  |  |       |  |  | Chulalongkorn (Rama V) * |  |  |                     |  |
|                                                 |                                                   | Savang Vadhana                   | Mongkut (Rama IV) *                                |  |  |       |  |  |                          |  |  |                     |  |
|                                                 |                                                   | Savang Vadhana                   | Mongkut (Rama IV) *                                |  |  |       |  |  |                          |  |  |                     |  |
|                                                 |                                                   | Savang Vadhana                   | Piam Sucharitakul                                  |  |  |       |  |  |                          |  |  |                     |  |
| Bhumibol Adulyadej (Rama IX)                    |                                                   | Savang Vadhana                   |                                                    |  |  |       |  |  |                          |  |  |                     |  |
|                                                 |                                                   | Chu Chukramol                    | Chum Chukramol                                     |  |  |       |  |  |                          |  |  |                     |  |
|                                                 |                                                   | Chu Chukramol                    | Chum Chukramol                                     |  |  |       |  |  |                          |  |  |                     |  |
|                                                 |                                                   | Chu Chukramol                    | …                                                  |  |  |       |  |  |                          |  |  |                     |  |
| Sangwan Talapat                                 |                                                   | Chu Chukramol                    |                                                    |  |  |       |  |  |                          |  |  |                     |  |
|                                                 |                                                   | Kham Chukramol                   | …                                                  |  |  |       |  |  |                          |  |  |                     |  |
|                                                 |                                                   | Kham Chukramol                   | …                                                  |  |  |       |  |  |                          |  |  |                     |  |
|                                                 |                                                   | Kham Chukramol                   | Pha                                                |  |  |       |  |  |                          |  |  |                     |  |
| Principessa Maha Chakri Sirindhorn              |                                                   | Kham Chukramol                   |                                                    |  |  |       |  |  |                          |  |  |                     |  |
|                                                 | Kitiyakara Voralaksana, I Principe di Chanthaburi | Chulalongkorn (Rama V) *         |                                                    |  |  |       |  |  |                          |  |  |                     |  |
|                                                 | Kitiyakara Voralaksana, I Principe di Chanthaburi | Chulalongkorn (Rama V) *         |                                                    |  |  |       |  |  |                          |  |  |                     |  |
|                                                 | Kitiyakara Voralaksana, I Principe di Chanthaburi | Uam Bisalayabutra                |                                                    |  |  |       |  |  |                          |  |  |                     |  |
| Nakkhratra Mangkala, II Principe di Chanthaburi | Kitiyakara Voralaksana, I Principe di Chanthaburi |                                  |                                                    |  |  |       |  |  |                          |  |  |                     |  |
|                                                 |                                                   | Principessa Apsarasaman Devakula | Devan Uthaivongse, Principe Devavongse Varoprakarn |  |  |       |  |  |                          |  |  |                     |  |
|                                                 |                                                   | Principessa Apsarasaman Devakula | Devan Uthaivongse, Principe Devavongse Varoprakarn |  |  |       |  |  |                          |  |  |                     |  |
|                                                 |                                                   | Principessa Apsarasaman Devakula | Yai Sucharitakul                                   |  |  |       |  |  |                          |  |  |                     |  |
| Sirikit Kitiyakara                              |                                                   | Principessa Apsarasaman Devakula |                                                    |  |  |       |  |  |                          |  |  |                     |  |
|                                                 |                                                   | Sadan Snidvongs                  | Principe Sai Sanidvongs                            |  |  |       |  |  |                          |  |  |                     |  |
|                                                 |                                                   | Sadan Snidvongs                  | Principe Sai Sanidvongs                            |  |  |       |  |  |                          |  |  |                     |  |
|                                                 |                                                   | Sadan Snidvongs                  | Khian Sasisamit                                    |  |  |       |  |  |                          |  |  |                     |  |
| Bua Snidvongs                                   |                                                   | Sadan Snidvongs                  |                                                    |  |  |       |  |  |                          |  |  |                     |  |
|                                                 |                                                   | Bang Bunyathon                   | Ruai Bunyathon                                     |  |  |       |  |  |                          |  |  |                     |  |
|                                                 |                                                   | Bang Bunyathon                   | Ruai Bunyathon                                     |  |  |       |  |  |                          |  |  |                     |  |
|                                                 |                                                   | Bang Bunyathon                   | Wae Na Bangxang                                    |  |  |       |  |  |                          |  |  |                     |  |
|                                                 |                                                   | Bang Bunyathon                   |                                                    |  |  |       |  |  |                          |  |  |                     |  |